# Edouard Goufeld
 (avril 2024).
Si vous disposez d'ouvrages ou d'articles de référence ou si vous connaissez des sites web de qualité traitant du thème abordé ici, merci de compléter l'article en donnant les références utiles à sa vérifiabilité et en les liant à la section « Notes et références ».
Edouard Goufeld, ou Eduard Efimovitch Gufeld (en russe : Эдуард Ефимович Гуфельд), né le 19 mars 1936 à Kiev en Ukraine et mort le 23 septembre 2002 à Los Angeles, est un grand maître international ukrainien du jeu d'échecs et un auteur.

## Biographie
Goufeld joue son premier tournoi d'échecs en 1953 à l'âge de 17 ans. Il devient champion d'Ukraine junior à l'âge de 18 ans.
À la fin des années 1950 et dans les années 1960 c'est un très fort joueur qui décroche des victoires contre Mikhail Tal, Boris Spassky, Vassily Smyslov, Viktor Kortchnoï, David Bronstein et d'autres des meilleurs joueurs de l'époque. Ses résultats sont cependant irréguliers et il reste en deçà du niveau de l'élite soviétique de l'époque : entre 1959 et 1972, il participe à plusieurs reprises au championnat d'URSS, mais n'obtient que des résultats médiocres, sa meilleure performance étant une septième place ex æquo en 1963.
En 1960, il est le champion des forces armées soviétiques. Il devient maître international en 1964, et grand maître international en 1967. En 1977, son classement Elo était de 2570, le plaçant au seizième rang mondial. Il est également entraîneur de la championne du monde 1978 Maïa Tchibourdanidzé, après avoir déménagé à Tbilissi en Géorgie où il demeure pendant plus de dix ans.
Après la chute de l'Union soviétique, il émigre aux États-Unis, ou il ouvre une école d'échecs sur Sunset Boulevard, à Los Angeles. Elle doit fermer ses portes quelques années plus tard à la suite de la hausse des loyers. Il lance le comité de la Fédération internationale des échecs pour l'art et l'exposition. À ceux qui raillent son anglais incertain, il répondait : « Je pense que mon anglais est meilleur que votre russe ! »[réf. nécessaire].
Il a toujours démenti la rumeur selon laquelle il était un agent du KGB, ce qui aurait expliqué la facilité qu'il avait à quitter le pays seul, à une époque où tous les sportifs soviétiques étaient accompagnés d'un agent du KGB à l'étranger. On s'étonnait aussi de le voir présent dans les délégations de joueurs, comme entraîneur ou journaliste officiel, alors que des joueurs plus en vue étaient disponibles.
En septembre 2002, il est victime d'un accident vasculaire cérébral, sombre dans le coma et décède deux semaines plus tard au centre médical Cedars-Sinaï de Los Angeles sans avoir repris connaissance.
Aujourd'hui, l'expression fou de Goufeld fait référence au redoutable fianchetto du fou noir en g7 dans certaines ouvertures, comme la variante du dragon de la défense sicilienne qu'il affectionnait particulièrement.

## Publications
Goufeld est l'un des auteurs échiquéens les plus prolifiques, signant plus de 47 ouvrages, souvent écrits par d'autres joueurs russes, qui se sont vendus à plus de 3,5 millions d'exemplaires dans le monde.
- (en) Beating the Sicilian, Batsford, 1984.  (ISBN 0-7134-0899-5).
- (en) Exploiting Small Advantages, Batsford, 1985. 2003 reprint:  (ISBN 978-0-7134-8648-3).
- (en) The Sicilian for the Tournament Player, Batsford, 1989.  (ISBN 0-7134-6167-5).
- (en) My Life in Chess, Intl Chess Enterprises, 1993.  (ISBN 1-879479-21-4).
- (en) Chess: The Search for Mona Lisa, Batsford, 2001.  (ISBN 0-7134-8477-2).
- (en) Bobby Fischer: From Chess Genius to Legend, Thinkers Press, 2003.  (ISBN 978-0-938650-84-3).
- (en) Chess Strategy, Batsford, 2003.  (ISBN 0-7134-8775-5).
- (en) The Art of the King's Indian, Batsford, 2003.  (ISBN 978-0-7134-8661-2).

Livre traduit en français
- Le grand maître Garri Kasparov, Grasset, 1984

## Parties remarquables
Les exploits dont il est le plus fier restent cependant sa victoire contre Vladimir Bagirov, qu'il nomme sa Mona Lisa et sa victoire de 1967 contre l'ancien champion du monde Vassily Smyslov (voir plus bas). La première a abouti dans la collection de John Nunn des 100 meilleures parties de tous les temps
Smyslov-Goufeld Moscou 1967
1. c4 Nf6 2. Nf3 g6 3. b4 Bg7 4. Bb2 O-O 5. e3 b6 6. d4 c5
7. dxc5 bxc5 8. b5 a6 9. a4 Ne4 10. Bxg7 Kxg7 11. Qd5 Qa5+
12. Ke2 Bb7 13. Qxb7 Nc6 14. Nfd2 Ra7 15. bxc6 Rxb7 16. cxb7
Qb4 17. Nxe4 Qb2+ 18. Nbd2 Qxa1 19. Nxc5 Rb8 20. g3 Qa3
21. Nxd7 Rxb7 22. Bh3 Qd6 23. c5 Qd5 24. f3 Rb2 25. Rd1 e6
26. c6 Qc4+ 27. Ke1 Qd3 28. Bf1 Qxe3+ 29. Be2 a5 30. f4 f6
31. c7 Rc2 32. Kf1 Rxc7 33. Nc4 Rxc4 34. Bxc4 Qf3+ 35. Ke1
Qc3+ 0-1
Bagirov-Goufeld Kirovabad(URSS) 1973
1.d4 g6 2.c4 Bg7 3.Nc3 d6 4.e4 Nf6 5.f3 O-O 6.Be3 Nc6 7.Nge2
Rb8 8.Qd2 a6 9.Bh6 b5 10.h4 e5 11.Bxg7 Kxg7 12.h5 Kh8 13.Nd5
bxc4 14.hxg6 fxg6 15.Qh6 Nh5 16.g4 Rxb2 17.gxh5 g5 18.Rg1 g4
19.O-O-O Rxa2 20.Nef4 exf4 21.Nxf4 Rxf4 22.Qxf4 c3 23.Bc4 Ra3
24.fxg4 Nb4 25.Kb1 Be6 26.Bxe6 Nd3 27.Qf7 Qb8+ 28.Bb3 Rxb3+
29.Kc2 Nb4+ 30.Kxb3 Nd5+ 31.Kc2 Qb2+ 32.Kd3 Qb5+ 0-1